# Замок Крейгивар

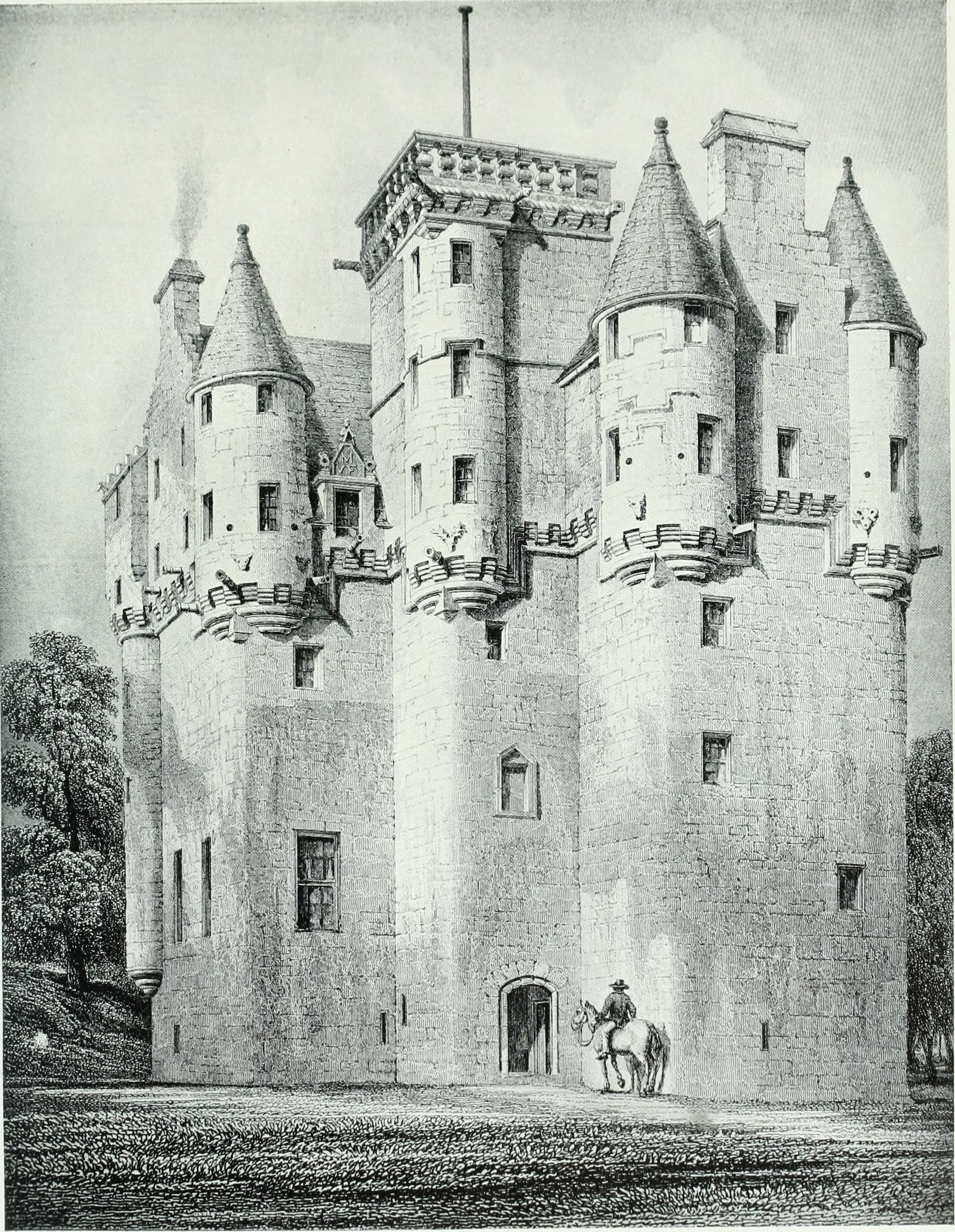
Замок Крейгивар, 1909

Замок Крейгивар (англ. Craigievar Castle) — шотландский замок, который расположен в области Абердиншир, в Шотландии. В настоящее время замок принадлежит Национальному фонду Шотландии и открыт для посещений в летние месяцы.

## История
Строительство замка началось в 1576 году и окончилось к 1626 году. Всего в замке 7 этажей. Во время Первой мировой войны здесь размещался госпиталь для раненых бельгийских солдат.